# Eurometropoli Lilla-Kortrijk-Tournai
L'Eurometropoli Lilla-Kortrijk-Tournai (in francese: Eurométropole Lille-Kortrijk-Tournai, in olandese: Eurometropool Rijsel-Kortrijk-Doornik) è una area metropolitana binazionale nell'Unione europea intorno alla città francese di Lilla e nelle città belghe di Kortrijk e Tournai.
Copre le regioni locali Metropoli di Lilla, Fiandre occidentali sudorientali (4 distretti) e Vallonia Picarde (3 distretti), 147 comuni in totale. La popolazione del 2008 era 2.155.161.
È una delle regioni transfrontaliere designate dall'UE sotto l'egida del Gruppo europeo di cooperazione territoriale.
La presidenza è ruotativa. Il 9 aprile 2010, Martine Aubry, presidente della Comunità urbana e sindaco di Lilla, è succeduta a Stefaan De Clerck, sindaco di Courtrai in disponibilità e ministro federale della giustizia.